# Центральна Екваторія
Центральна Екваторія (араб. الاستوائية الوسطى — ель-Істівайя-ель-Вуста; англ. Central Equatoria) — один з десяти колишніх штатів Південного Судану.
Маючи площу 22 956 км², Центральна Екваторія був найменшим штатом країни. Раніше цей регіон називався Бахр-ель-Джабаль (араб. بحر الجبل), що дослівно перекладається як «гірська річка». Він був названий так через те, що тут протікає річка Білий Ніл. Перейменування штату на Центральна Екваторія відбулося на засіданні Перших проміжних Законодавчих Зборів 1 квітня 2005 року. 9 липня 2011 року штат увійшов до складу Південного Судану.
Столицею штату є місто Джуба, яке водночас є столицею всього Південного Судану.

## Адміністративно-територіальний поділ
Центральна Екваторія, як й інші штати Південного Судану поділяється на округи. На чолі кожного округу стоїть верховний уповноважений, якого призначає Президент Південного Судану.

### Округи
- Джуба
- Лайнья
- Моробо
- Терекека
- Ей
- Каджо-Кеджі

### Найважливіші міста
Найважливішими містами Центральної Екваторії є Джуба, Каджо-Кеджі, Ліріа, Мангалла, Рокон, Талі, Терекека, Ей, Гемайза, Томбек, Тінділо, Муні and Рейонг. Основним пунктом перетину на кордоні з Демократичною Республікою Конго є Дімо

## Населення
Основними племенами, які проживають на території штату є: барі, поюлу, каква, каліко, куку, лугбара, нянгвара, макарака та лулубо. До малих племен штату відносять нуепо, які проживають на півночі округу Каджо-Кеджі та Локоя, які мешкають вздовж дороги на Німуле.

## Керівні органи штату

### Виконавча влада
Центральним виконавчим органом влади є уряд Центральної Екваторії. Склад уряду призначає Президент Південного Судану. До складу уряду входять:
- Губернатор — Генерал-майор Клемент Вані Конга;
- Міністр освіти, науки і технологій, заступник губернатора (колишній міністр сільського господарства) — Манасе Ломоле Вайя (НАВС);
- Міністр освіти (НАВС) — Локуленге Лоле Локуле;
- Міністр фінансів та економічного планування — Ангело Даріо Агор (НАВС);
- Міністр охорони здоров'я (НАВС) — Худа Міках Лейла (НАВС);
- Міністр фізичної інвраструктури (НАВС) — Пауль Ладо Буренг;
- Міністр по зв'язках з Парламентом — Напаталі Хассан Гале Ако (НАВС);
- Міністр гендерної політики та соціального захисту — Хелен Марсалі Боро (НАВС);
- Міністр інформації та комунікацій — Джозеф Ласу Гале (НКС);
- Міністр правоохоронних справ — Чарльз Мануель Йонго;
- Міністр соціального розвитку — Джордж Лугала Бенджамін (АНСС);
- Генеральний секретар уряду — Стівен Емануель Локурен;
- Радник з питань безпеки — Генера-майор Емануель Вага Еліа;
- Радник з політичних питань — Джексон Абунго Гама.

У жовтні 2008 року Салва Киїр зробив перестановки в уряді штату, звільнивши:
- Генрі Данга Мтефано (віце-губернатор, міністр у справах місцевого самоврядування);
- Генерал-майора Емануеля Вага Еліа (міністра фізичної інфраструктури);
- Піус Вінсент Субек (міністр охорони здоров'я);
- Худа Міках Лейла (міністр гендерної політики та соціального захисту);
- Чарльз Йонго (міністр сільського господарства);
- Локуленге Лоле Локуле (радник з політичних питань);
- Рональд Абрахам Сіміона (радник з питань безпеки);
- Манасе Ломоле Вайя (радник з питань грамотності та її збільшення);
- Маргарет Кані Самуель (радник з питань гендерної рівності та охорони дитинства).

### Законодавча влада
- Голова Законодавчих зборів (спікер) — Бригадний генерал Майкл Замба Дуку (НАВС)
- Заступник голови законодавчих зборів (заступник спікера) — Джон Ладо Томбе (НАВС)

На сьогодні до складу Законодавчих зборів штату обрані:
1. Напталі Нассен Гале (від округу Моробо, спікер, НАВС)
2. Августін Йокве (від округу Джуба, спікер, НАВС)
3. Роберт Ломуде (від округу Лайнья, інспектор, НАВС)
4. Моді Ломінді Айуангіч Чімбо (від округу Терекека, голова комітету з безпеки та громадського порядку, НАВС)
5. Сіліваноус Бата Баталі (від округу Каджо-Кеджі, голова комітету з сервісу тощо, НАВС)
6. Джеймс Джума Петер (від округу Моробо, голова комітету у справах громадськості, НАВС)
7. Джой Кеджи Рафаель (від округу Лайнья, голова комітету у справах гендерної рівності, НАВС)
8. Емануель Аділ Вані (від округу Ей, голова комітету у справах сільського господарства, лісового господарства та рибальства НАВС)
9. Дженіфер Йобу (від округу Ей, голова комітету у місцевого самоврядування та правових питань, НАВС)
10. Пруденсіо Локу Вітале (від округу Джуба, голова комітету у землі та природних ресурсів, НАВС)
11. Кідн Джойс (від округу Каджо-Кеджі, голова комітету з справах прав людини та гуманітарних питань, НАВС)
12. Джеймс Надіа (від округу Терекека, голова комітету у справах членства, НАВС)
13. Мері Еліас Ладу (від округу Джуба, голова комітету у інформації, молоді та спорту, НАВС)